# Batalla del llac Tanganyika
La batalla del llac Tanganyika va ser una sèrie d'enfrontaments navals que van tenir lloc entre forces de la Royal Navy i la Force Publique contra la Kaiserliche Marine entre desembre de 1915 i febrer de 1916, durant la Primera Guerra Mundial. La intenció era assegurar el control de l'estratègic llac Tanganyika, que estava dominat per unitats navals alemanyes des del començament de la guerra.
Les forces britàniques constaven de només dos vaixells de motor anomenats HMS Mimi i HMS Toutou, sota el comandament de l'excèntric Liutenant-Commander Geoffrey Spicer-Simson. Els vaixells van ser transportats cap a Sud-àfrica i des d'allí per ferrocarril, per via fluvial, i arrossegats per la selva africana, fins al llac.
En dos combats curts, les petites embarcacions de motor van atacar i derrotar dos dels seus rivals alemanys. En la primera acció, el 26 de desembre de 1915, el Kingani va ser danyat i capturat, convertint-se en el HMS Fifi. En el segon atac, la petita flotilla va aclaparar i enfonsar el vaixell de vapor Hedwig von Wissman. Els alemanys van mantenir al llac un tercer gran vaixell i fortament armat, el Graf von Götzen, que va ser atacat per avions belgues i enfonsat posteriorment.
Els avenços en el conflicte en terra van obligar els alemanys a retirar-se del llac, i el control de la superfície del llac Tanganyika va passar als britànics i belgues.

## Antecedents

### Situació estratègica
El llac Tanganyika s'estenia entre el Congo Belga en el costat occidental i Àfrica Oriental Alemanya al costat oriental. Al començament de la guerra, els alemanys tenien dos vaixells de guerra al llac Tanganyika: el Hedwig von Wissman (60 tones) i el Kingani (45 tones).

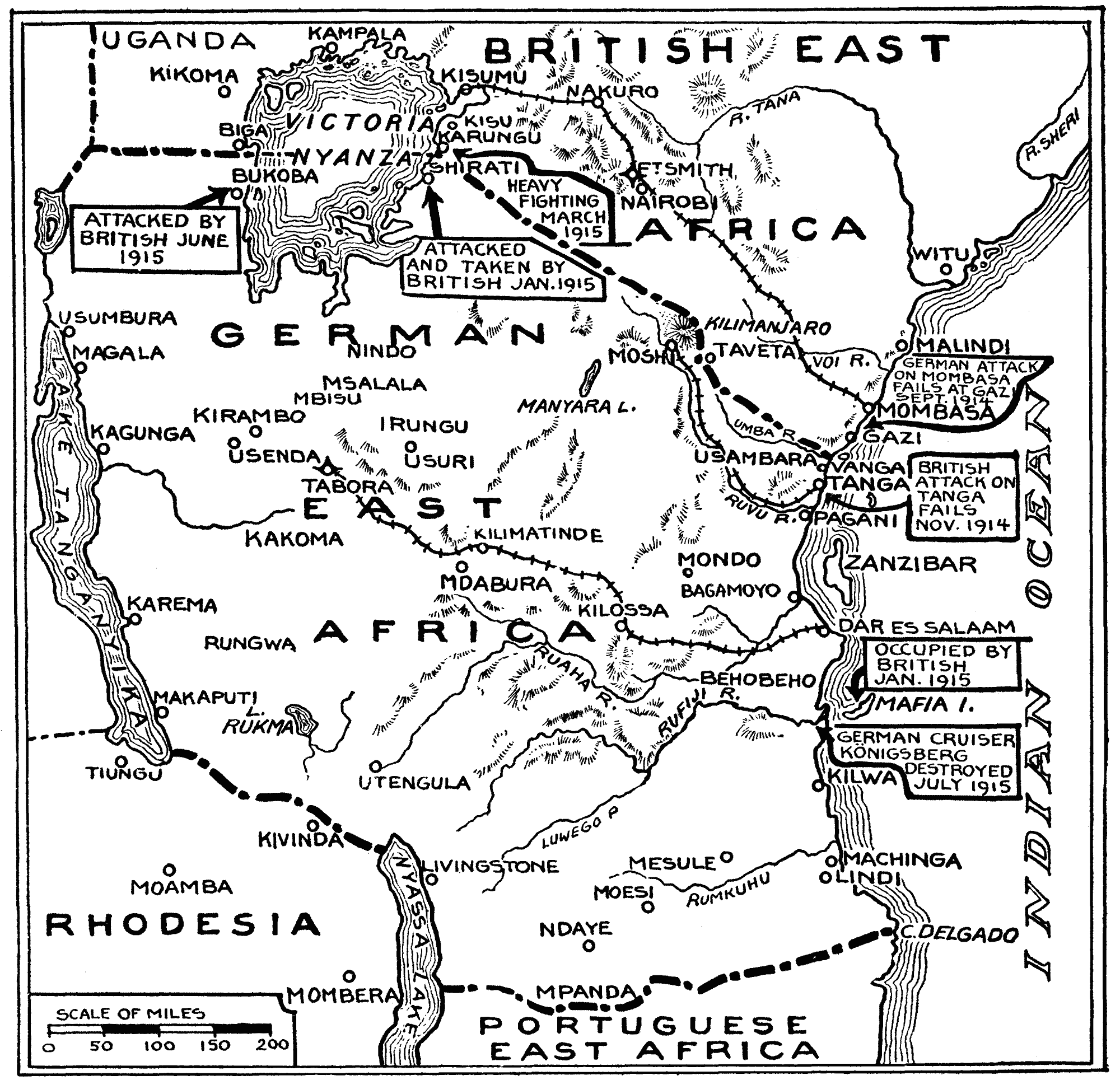
Un mapa d'Àfrica Oriental Alemanya, amb el llac Tanganyika a l'extrem esquerre

El Hedwig von Wissman va ser ràpidament armat amb quatre canons pom-pom agafats del vaixell d'investigació enfonsat Möwe, i va navegar cap al port de Lukuga, al costat belga del llac, on el 22 d'agost va atacar el vapor belga Alexandre Del Comuna, que va acabar enfonsant després de dos atacs. Això va donar als alemanys la superioritat indiscutible al llac, reforçant la seva posició amb l'enfonsament del vaixell de vapor britànic Cecil Rhodes de l'African Lakes Corporation's en una batuda al novembre de 1914. Els alemanys van utilitzar el seu control sobre el llac per a llançar un atac contra el nord de Rhodèsia, liderat pel General Major Kurt Wahle. Aquest atac va ser rebutjat, però les noves incursions en territori belga i els bombardejos a Lukuga van convèncer els belgues per a donar suport als britànics.
Malgrat aquest compromís, hi havia pocs belgues i britànics com per a desafiar als alemanys. Els belgues tenien els components d'un gran vaixell de vapor, el Baron Dhanis, que si pogués ser acoblat seria considerablement més gran que el Kingani o el Hedwig von Wissman, però no es van atrevir a muntar el vaixell mentre els alemanys patrullaven el llac per por que fos destruït abans que pogués salpar. Els britànics van enviar dos canons de 12-pounder per armar-lo, però finalment els belgues els van usar com a bateries costaneres per a defensar Lukuga.
El control alemany del llac va ser significatiu durant tota la campanya al teatre del centre d'Àfrica. Malgrat que els britànics van poder reunir tropes al sud del llac i els belgues al nord, no van poder avançar cap a l'Àfrica Oriental Alemanya degut al risc que els alemanys podrien utilitzar els seus vaixells per a transportar tropes a través del llac i tallar les seves línies de proveïment i comunicacions.

### El pla de Lee
El 21 d'abril de 1915, John R. Lee, un caçador de caça major i veterà de la Segona Guerra Bòer, va ser conegut per l'Almirallat a través de l'almirall Sir Henry Jackson.
Lee havia estat a l'Àfrica oriental i havia observat personalment els vaixells alemanys del llac Tanganyika. També va informar que els alemanys es preparaven per a llançar un nou vaixell des del seu port fortificat de Kigoma.[a] Anomenat Graf von Götzen, es va construir a la drassana Meyer en Papenburg, es va desmuntar i embalar en 5.000 caixes, i va ser transportat cap a Dar es Salaam. A partir d'aquí, es va transportar amb ferrocarril cap a Kigoma i es va acoblar en secret. Amb 67 m d'eslora i un desplaçament de 1.600 tones, va consolidar el control alemany del llac i podia transportar ràpidament 800-900 soldats a qualsevol punt de la riba del llac per a atacar en territori dels Aliat.
Per a contrarestar aquesta amenaça, Lee va proposar que s'enviés canoneres al llac. Aquests vaixells haurien de ser petits i altament maniobrables, armats amb un canó d'un abast de 6.400 m per a superar l'abast dels canons dels grans vaixells alemanys. L'ús de petites embarcacions que podrien ser transportades fàcilment significava que podien ser llançades immediatament al llac, eliminant el risc de ser descobertes i destruïdes durant el seu muntatge. Sir Henry va considera el pla i el va aprovar amb les paraules «és alhora el deure i la tradició de la Royal Navy d'enfrontar-se a l'enemic on sigui que hi hagi aigua per a fer surar un vaixell.» Jackson va passar la tasca de finalitzar els detalls de l'operació al seu subaltern, l'almirall David Gamble. Lee va anomenar a Gamble segon al comandament de l'expedició, i es va col·locar al Lietutenant-Commander Geoffrey Spicer-Simson al càrrec.

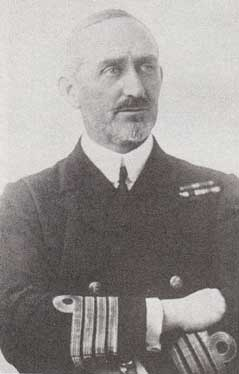
Geoffrey Spicer-Simson

Spicer-Simson era un home que l'escriptor britànic Giles Foden va descriure com «un home amb consells de guerra per destrossar els seus propis vaixells, un mentider empedreït i un desgastador de faldilles.» Havia aconseguit el rang de Lietutenant-Commander, però no va progressar més a causa d'una sèrie d'errors i desastres que el va deixar en una petita oficina de l'Almirallat, assignat a ajudar amb el procés de transferència dels mariners mercants a la Royal Navy. El 1905, va tenir la idea d'encadenar un cable entre dos destructors per a «escombrar» els periscopis i gairebé va enfonsar un dels seus submarins. Va enfonsar un vaixell mentre provava les defenses del port de Portsmouth, i més tard va xocar amb un vaixell que es va enfonsar, matant a un home. A l'esclatar la guerra, ell estava al comandament del HMS Niger i d'una petita flotilla en Ramsgate. Es va anar a terra per a entretenir els convidats en un hotel proper, i des de les finestres va veure com el HMS Niger va ser torpedinat i enfonsat. No obstant això, va ser enviat a un vaixell d'investigació al riu Gàmbia i, a causa de l'escassetat d'oficials, va ser seleccionat per a prendre el comandament.
Lee va preparar el camí a través d'Àfrica, mentre que Spicer-Simson va reunir 27 homes i dos vaixells de motor que havien estat construïts per John I. Thornycroft & Company per a complir amb una ordre emesa pel govern grec abans de la guerra.

### El viatge deMimiiToutou
La força naval britànica va consistir en dos vaixells de motor de 12 metres d'eslora. Spicer-Simson va suggerir que s'anomenessin «Gat» i «Gos», però l'Almirallat va rebutjar els noms. Spicer-Simson va suggerir llavors «Mimi» i «Toutou» com a alternatives, que van ser acceptades. Com més tard va explicar, aquests noms significaven «mèu-mèu» i «bub-bub» en francès.
La seva tripulació va ser reclutada a partir de coneguts de Spicer-Simson i de les files de la Royal Naval Reserve. Spicer-Simson va proposar una sèrie de millores en el disseny original dels vaixells; van ser reduïts per a millorar la seva velocitat, es van afegir ametralladores Maxim i un canó 3-pounders (tot i que aquest canó només es podia disparar des d'una posició de genolls), i es va afegir revestiments d'acer addicionals als tancs de gasolina.

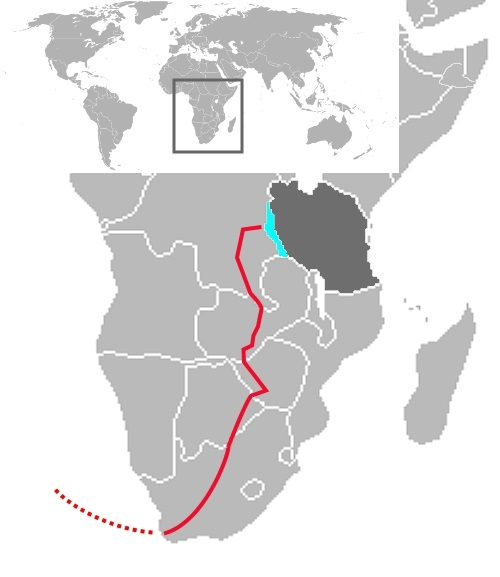
Ruta terrestre del Mimi i Toutou (juliol-octubre de 1915)

Els vaixells van ser provats en el Tàmesi el 8 de juny, on s'havien fet arranjaments perquè el Mimi pogués disparar un projectil de pràctica del seu canó. El projectil va impactar contra l'objectiu, però tant el canó com l'artiller van volar cap al riu, ja que el canó no estava correctament cargolat a la coberta.
Els vaixells van ser carregats a bord del SS Llanstephen Castle el 15 de juny, juntament amb remolcs especials per a poder ser transportats per ferrocarril i per terra, equip i subministraments de l'expedició. Quan arribessin a Sud-àfrica, els vaixells haurien de ser transportats 4.800 km cap a l'interior, que inclou el desplaçament entre serralades d'uns 1.800 m. Per la seva banda, el vaixell alemany Graf von Götzen va ser llançat al llac Tanganikya el 8 de juny.
El viatge per mar del Mimi i del Toutou de 16.000 km es va completar en 17 dies, que va finalitzar al Cap de Bona Esperança. Des de Ciutat del Cap, els vaixells i els homes de l'expedició van viatjar cap al nord amb ferrocarril a través de Bulawayo fins a Élisabethville, on van arribar el 26 de juliol. Després de viatjar fins al final de la via del ferrocarril en Fungurume, van baixar del tren i van arrossegar els vaixells 235 km a través de la muntanya amb l'ajut de bous i tractors de vapor fins a l'inici del ferrocarril de Sankisia a Bukama. En Bukama, van descarregar els vaixells i els subministraments i van viatjar pel riu Lualaba on, malgrat d'encallar en diverses ocasions, es van veure obligats a pujar en un vapor fluvial belga. Van completar el seu viatge després de navegar pel llac Kisale i van arribar a Kabalo el 22 d'octubre. A partir d'aquí, un petit tren els va portar fins al port belga de Lukuga, a la vora del llac Tanganyika.
Spicer-Simson es va reunir amb el comandant de l'exèrcit belga, el comandant Stinghlamber, i amb el comandant naval, el comandant Goor, i es van fer els preparatius per a llançar el Mimi i el Toutou i buscar als alemanys.

### Les preparacions dels belgues i dels alemanys
Els alemanys van aprofitar els tripulants de la nau d'investigació Möwe i els homes dels vaixells mercants de la Deutsche Ost-Afrika Linie per a usar-los en els seus vaixells de guerra.

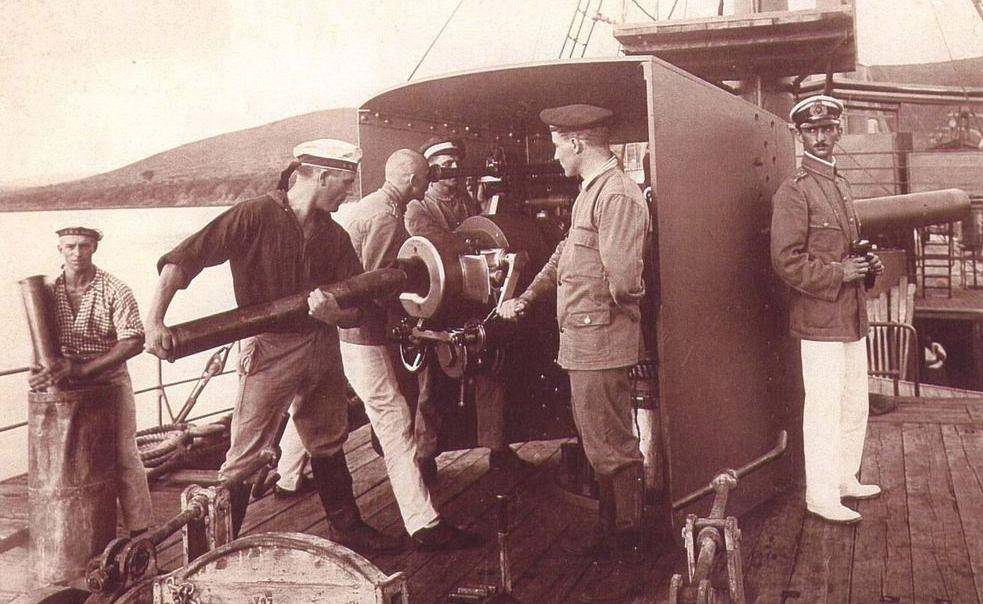
Artillers alemanys de la dotació del Graf von Götzen amb un canó 10.5 cm SK L/40 naval gun

La posició alemanya al llac s'havia reforçat encara més amb la pèrdua del SMS Königsberg en el riu Rufiji al juliol, durant la batalla del delta del Rufiji. Les armes del Königsberg van arribar a la base alemanya de Kigoma i el comandant naval alemany al llac, el capità Gustav Zimmer, ho va aprofitar per a muntar al Götzen un canó de 10.5 cm SK L/40 naval gun «Schnelladekanone» (canó de tir ràpid). Els membres de la tripulació del Königsberg es van unir a les seves forces, i Zimmer va col·locar l'exmembre de la tripulació, el tinent Job Rosenthal al comandament de Kingani. Job Odebrecht va capitanejar el Hedwig, mentre que el mateix Zimmer va manar el Götzen.
Contra aquesta formidable força, els belgues només van poder reunir una barcassa amb motor de gasolina armat amb dos canons anomenats Dix-Tonne, un vaixell de motor anomenat Netta i un balener equipat amb motor fora borda. El comandant Goor va capitanejar el Baron Dhanis, que encara no estaba muntat.
Zimmer era conscient que els britànics estaven planejant llançar vaixells al llac, però també estava preocupat que es muntés el Baró Dhanis i es posés en marxa; les 1.500 tones del Baron Dhanis no era necessàriament una amenaça per al Götzen, però estava decidit a mantenir la seva llibertat de moviment al llac. A falta d'informació concreta, va enviar a Rosenthal a bord del Kingani per a reconèixer Lukuga.
Els belgues van muntar hidroavions al llac, que els van donar la capacitat d'observar les posicions alemanyes i de bombardejar.

## Batalla

### Rosenthal investiga
El tinent Job Rosenthal, al comandament del Kingani, va fer diverses passades i va observar el treball en curs sobre un nou port a Kalemie, al sud de Lukuga, on Spicer-Simson tenia la intenció de construir la seva base.

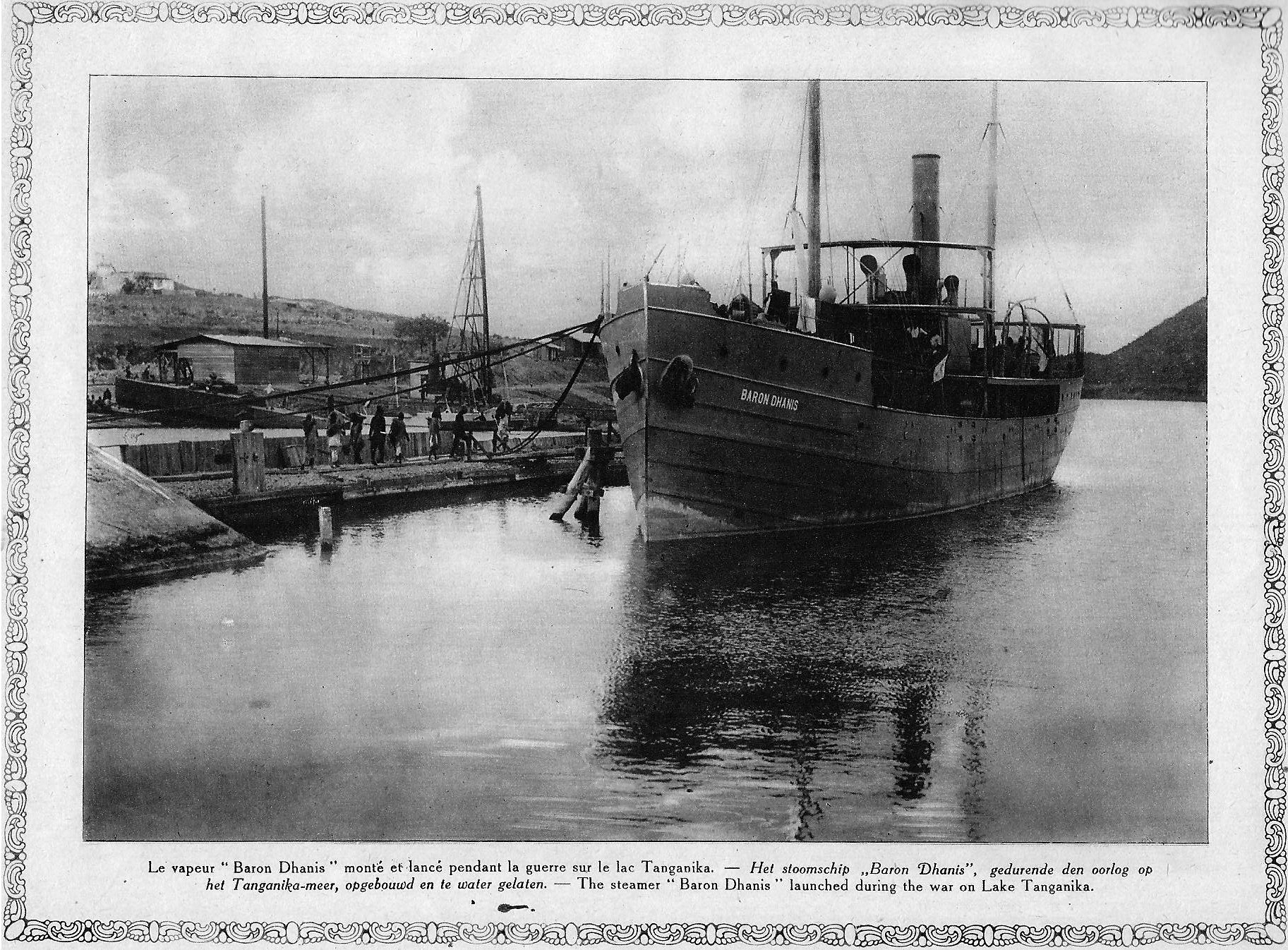
El Baron Dhanis al llac

Com que encara li faltava informació detallada sobre els moviments de l'enemic, el Kingani va tornar al matí de l'1 de desembre i va tractar d'apropar-se al port. El vaixell de Rosenthal va ser descobert per les bateries de costa i es va allunyar, però va tornar la nit següent i el mateix Rosenthal va nedar fins a Lukuga per a examinar les drassanes en construcció. També va descobrir els campaments, on la bandera britànica va revelar la presència de Spicer-Simson i de la seva expedició. Rosenthal va viatjar baixant per la línia de ferrocarril i va descobrir el Mimi, el Toutou, i les peces desmuntades del Baron Dhanis. A l'adonar-se que l'amenaça real eren els vaixells britànics, va intentar tornar al Kingani, però va ser incapaç de localitzar-lo en la foscor. Va tractar d'ocultar-se i va esperar que el Kingani tornés al vespre, però va ser descobert per una patrulla de la belga i va ser fet presoner.
Mentre estava captiu,va aconseguir enviar un missatge a Zimmer, amb un apèndix secret escrit amb orina advertint del que havia vist, però el missatge no va arribar a Kigoma fins uns mesos més tard.

### MimiiToutoues posen en marxa
Les drassanes en Kalemie van estar a punt a mitjans de desembre. El 22 de desembre el Toutou va ser llançat al llac Tanganyika, i el Mimi l'endemà. Es van fer els últims preparatius el 24 de desembre, inclòs el proveïment de combustible, el muntatge d'armes de foc, i uns breus assaigs.
El 26 de desembre, el Kingani es va acostar a Kalemie. El successor de Rosenthal, el sotstinent Junge, tenia ordres de reunir informació sobre els preparatius dels vaixells, però a les 6.00 a.m. va ser albirat per Spicer-Simson mentre estava realitzant oracions.

### Kinganiés capturat
El Mimi i el Toutou ja estaven al port quan va passar el Kingani. Inesperadament, en veure's perseguit per dos vaixells de motor que navegaven sota la White Ensing, Junge va ordenar que s'augmentés la velocitat. El canó 6-pounders del Kingani només podia disparar cap endavant, però els vaixells de motor més ràpids i més àgils van ser capaços d'apropar-se fins al seu rang de foc i disparar amb els seus canons 3-pounders, evitant al mateix temps el foc alemany. Després d'un curt combat d'11 minuts, el canó del Kingani va rebre impactes que van matar a Junge i a dos suboficials, Penne i Schwarz. Després de rebre més impactes, el seu cap de màquines va baixar la bandera i els britànics van prendre possessió del vaixell. Junge i quatre membres de la tripulació morts van ser enterrats; a un africà se li va permetre quedar-se al Kingan com a tripulant, i tres alemanys i 8 africans van ser fets presoners de guerra.

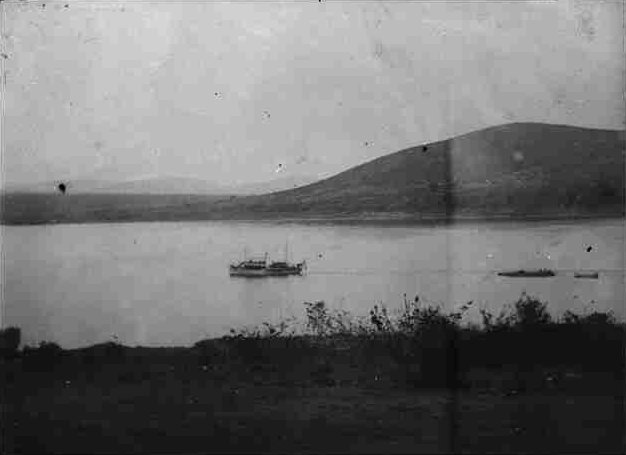
El Kingani al llac Tanganyika després de ser capturat

Després de reparar un forat al casc, el Kingani va canviar de nom a HMS Fifi. Spicer-Simson va explicar que «Fi-Fi» significava «piu-piu» en francès, i que va ser suggerit per la dona d'un oficial belga que tenia un petit ocell engabiat. Es va traslladar a popa el seu canó de 6-pounders i es va muntar un canó de 12-pounders a proa.
L'Almirallat es va quedar impressionat pels èxits de l'expedició.Spicer-Simson va ser promogut de forma especial a Commander amb data de l'acció i es va enviar un missatge que deia «La seva Majestat el Rei vol expressar el seu agraïment pel meravellós treball realitzat per la seva distant expedició»; La Colonial Office també va expressar la seva aprovació.
Zimmer no va enviar immediatament al Hedwig per a investigar la desaparició del Kingani, possiblement perquè estava massa ocupat amb el transport de tropes i subministraments. La temporada de tempestes del gener va fer que la navegació al llac fos perillosa per als vaixells més petits que el Götzen i no va ser fins a mitjans de gener que el Hedwig va arribar a Lukuga per a investigar. Per aquell moment, Spicer-Simson havia reparat el vaixell neerlandès Del Commune, rebatejat Vengeur, i el va a afegir a la seva flotilla.
Odebrecht va explorar a prop de la costa i va suposar que les bateries costaneres havien enfonsat al Kingani, però no va veure res digne de menció. El 8 de febrer se li va ordenar de tornar a Lukuga i de reunir-se amb Zimmer l'endemà al Götzen. Hedwig va ser descobert a principis del matí i les forces de l'expedició aliades el van perseguir per a interceptar-lo. La flotilla combinada anglo-belga estava formada pel Mimi, Fifi, Dix-Tone, i el balener; el Toutou estava danyat i encara estava en reparació.[b]

### Hedwigs'enfonsa
Odebrecht va veure els vaixells que s'apropaven, però va seguir avançant. Inicialment els va confondre amb vaixells belga, però les banderes van revelar que eren britànics. Va continuar avançant fins que a les 09.30 am va girar bruscament, ja sigui per a tractar d'atraure'ls cap a Götzen o per haver estat enganyat per una il·lusió òptica que el va fer veure els vaixells enemics més petits del que realment eren.
Les embarcacions van perseguir al Hedwig per a caçar-lo, amb el Fifi foc obrint amb el canó 12-pounder muntat a proa. El retrocés de l'arma frenava al vaixell i Odebrecht va utilitzar aquesta situació per a allunyar-se. El Hedwig podia navegar a 9 nusos (17 km/h) mentre que el Fifi només podia anar a 8 nusos (15 km/h).
Com el Fifi es va quedar enrere, el Mimi el va avançar ràpidament, disparant al vaixell alemany en retirada amb els seus canons de 3-pounder. Els trets van fallar, però canons de popa del Hedwig no tenien el rang del Mimi i Odebrecht es va veure obligat a disparar amb el seu 6-pounders muntat a proa. Els dos vaixells van navegar en cercle durant un temps, incapaços d'encertar els trets.
Spicer-Simson, al comandament i a bord del Fifi, es va quedar només amb tres obusos de 12 polzades i corria el risc de ser superat si el Hedwig portava més municions. El primer obús es va encallar al canó i van trigar 20 minuts per arreglar-lo; el Hedwig ho va aprofitar per a va allunyar-se a la recerca del Götzen. El Fifi va poder disparar de nou. El segon projectil va impactar contra el casc del Hedwig, causant inundacions, i moments més tard el seu últim projectil va caure a la sala de màquines, esclatant la caldera i matant a cinc mariners africans i dos alemanys. Com els incendis van començar a estendre a través de la nau afectada, Odebrecht va donar l'ordre d'abandonar el vaixell i va instal·lar càrregues explosives per a enfonsar el vaixell.
De la tripulació del vaixell, un fogoner europeu i un mariner africà van resultar lleument ferits quan dues de les llanxes de salvament van ser impactades per projectils; dotze europeus, entre ells el capità, i vuit indígenes van ser capturats pels britànics. A més dels 20 supervivents, els britànics també van capturar una gran bandera naval alemanya, la primera aconseguida en la guerra.

### Götzenes va escapolir
La flotilla va tornar a la riba amb els seus presoners i l'endemà va aparèixer el Götzen, passant lentament a la recerca del desaparegut Hedwig. Alertats, els britànics van embarcar als seus vaixells, però Spicer-Simson va prohibir l'atac.

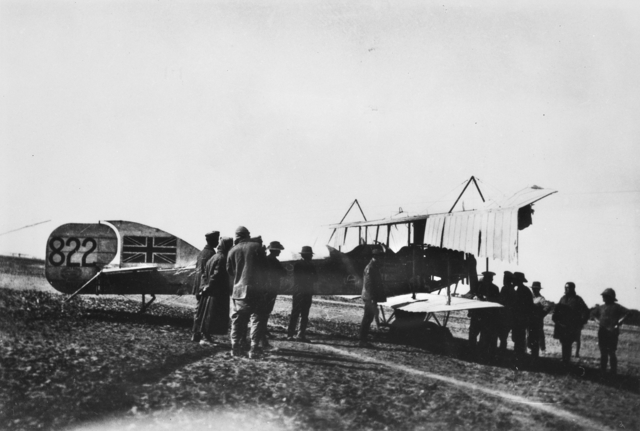
Pilots australians al costat d'un hidroavió Short Type 827, 1915

Poc després, Spicer-Simson va sortir del llac per Stanleyville, a la recerca de vaixells per a poder lluitar contra el Götzen. Va trobar un d'aquests vaixells, el St George, un vaixell d'acer pertanyent al cònsol britànic de Banana, que va desmantellar, transportat al llac Tanganyika i tornat a muntar.
En el moment en què va tornar al maig, la posició alemanya al llac s'havia deteriorat encara més. Els belgues estaven a punt de capturar Kigoma i una força britànica avançava cap al nord,cap a Bismarckburg. Aquesta expedició va donar suport a les operacions terrestres del llac i la flotilla, formada pel Mimi, Toutou, Fifi i Vengeur, va arribar als afores de Bismarckburg el 5 de juny. Es van trobar el port defensat per un fort; Spicer-Simson va decidir no atacar i es va retirar a Kituta. Això va permetre a les forces alemanyes escapar d'amagat amb una flota de daus, un acte que va provocar la ira del comandant de l'exèrcit, el tinent coronel Murray. La força expedicionaria naval es va mantenir en Bismarckburg, on posteriorment Spicer-Simson va ser castigat quan es va descobrir que el fort estava defensat per maniquís de fusta.
Mentrestant, els britànics van proporcionar als belgues quatre hidroavions Short Type 827 per a atacar el Götzen en Kigoma. Es van fer diversos bombardeigs, però sense saber que Zimmer va rebre l'ordre del seu oficial al comandament, Paul von Lettow-Vorbeck, d'eliminar la major part de l'armament del Götzen, inclòs el canó automàtic de 105 mm que s'havia pres del Königsberg, i enviar-lo a l'exèrcit de terra per utilitzar-lo en els combats terrestres. Es van col·locar maniquís de fusta per a mantenir la il·lusió d'una nau fortament armada.
Kigoma caure a les forces del general Charles Tombeur el 28 de juliol, però el Götzen ja s'havia anat. Els alemanys havien navegat cap al sud fins a la badia de Kigoma i, després d'engreixar a fons els seus motors per al de cas que es tornés a fer ús d'ells de nou, van omplir el vaixell amb formigó i el va enfonsar acuradament el 26 de juliol a una profunditat de 20 m, a prop de la riba de la badia de Katabe (Baie de l'elefant per als belgues; Bangwe Bay per als britànics) en la posició 4° 54′ 5″ S, 29° 36′ 12″ E / 4.90139°S,29.60333°E

## Conseqüències
El control anglo-belga del llac Tanganyika va quedar assegurat a mitjans de 1916, malgrat que la guerra d'Àfrica es va perllongar durant dos anys més.

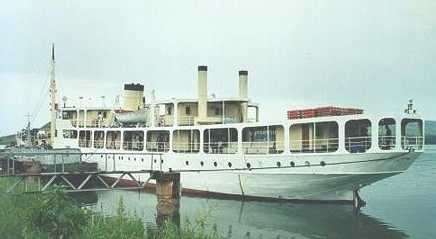
MV Liemba en l'actualitat

La majoria dels homes de l'expedició naval britànica van tornar a Gran Bretanya, on Spicer-Simson va ser condecorat amb l'Orde del Servei Distingit (DSO), però va ser reprès per alguns dels seus comportaments hostils cap als seus aliats belgues i no se'l va concedir cap altre comandament. Els belgues per la seva banda, el van condecorar amb l'Orde de la Corona i li van atorgar la Creu de Guerra.
Les gestes en el Llac Tanganyika van atrapar la imaginació del públic, i van ser adaptades per C.S. Forester en seu llibre The African Quenn, que més tard es convertiria en la pel·lícula La reina d'Àfrica, dirigida per John Huston. La força naval britànica en el llibre constava de dos vaixells de motor nomenats HMS Amelia i HMS Matilda.
El llegat de la batalla pel llac Tanganyika va continuar amb la supervivència del nèmesi de Spicer-Simson, el Graf von Götzen. Aquest vaixell va ser rescatat pels belgues i remolcat a Kigoma, però es va enfonsar mentre estava amarrat durant una tempesta. Va tornar a ser rescatat pels britànics el 1921 sota el seu mandat per a Tanganyika, on es va trobar que estava tan ben conservat pel greixatge i que calia poca feina per a reparar-lo. Va entrar de nou en servei el 16 de maig de 1927 amb el nom de MV Liemba i actualment encara navega pel llac Tanganyika.[c]